# Guilielmus Borremans
Guillielmus Borremans was zangmeester van de Sint-Gorikskerk in Brussel. 

## Leven en werk
In 1660 publiceerde hij in Antwerpen bij de erven van Petrus Phalesius een bundel uitsluitend gewijd aan vierstemmige zettingen van kerstliederen, met als titel "Cantiones natalitiae quinque vocum auctore d. Guiliel. Borremans in ecclesia parochiali S. Gaucerici Bruxellis phonasco. Antwerp: Apud haeredes Petri Phalesii, 1660".
De melodie ligt daarbij in de hoogste stem, waarbij de praecentus de cantus verdubbelt. De bedoeling is niet helemaal duidelijk. Misschien zong de solist op de voorgrond en het koor op de achtergrond. De manier van uitgeven suggereert het. Het kan ook zijn dat de praecentus de halve of hele strofen voorzong. Die kon het koor dan herhalen. Deze wijze van uitvoeren is uitgeschreven te vinden in enkele oudere stukken. Omdat de verdubbeling van de cantus door een praecentus vermoedelijk ook is toegepast in twee andere bundels, van componisten die net als Borremans in Brussel werkten, lijkt deze vorm bepalend te zijn voor de Brusselse variant van het genre. Die Brusselse componisten zijn Ioannes Florentius a Kempis, organist van de Kapellekerk, wiens bundel verscheen in 1657, en Gaspar Verlit, die onder meer zangmeester was van de Sint-Niklaaskerk en wiens bundel uitkwam in 1660.